# Dreiband-Europameisterschaft der Junioren 2016

Logo CEB (ausrichtender Verband)

Die Dreiband-Europameisterschaft der Junioren 2016 war ein Turnier in der Karambolagedisziplin Dreiband und fand vom 3. bis 5. Juni in Los Narejos, einem Ortsteil von Los Alcázares in der spanischen Region Murcia statt.

## Modus
Gespielt wurde mit 14 Teilnehmern in zwei Gruppen à fünf und einer Gruppe à vier Spielern im Round-Robin-Modus. Die beiden Gruppenbesten und die beiden besten Gruppendritten qualifizierten sich für das Viertelfinale.
Gespielt wurde in der Gruppenphase bis 25 Punkte oder 50 Aufnahmen und in der KO-Runde bis 30 Punkte oder 50 Aufnahmen.

## Qualifikation
| Abschlusstabelle Gruppe A | Abschlusstabelle Gruppe A | Abschlusstabelle Gruppe A | Abschlusstabelle Gruppe A | Abschlusstabelle Gruppe A | Abschlusstabelle Gruppe A | Abschlusstabelle Gruppe A | Abschlusstabelle Gruppe A | Abschlusstabelle Gruppe A |
| Platz                     | Name                      | MP                        | Pkte                      | Aufn.                     | GD                        | BED                       | HS                        |                           |
| ------------------------- | ------------------------- | ------------------------- | ------------------------- | ------------------------- | ------------------------- | ------------------------- | ------------------------- | ------------------------- |
| 1                         | Andrés Carrión            | 6:2                       | 98                        | 102                       | 0,960                     | 1,315                     | 6                         |                           |
| 2                         | Thibaut Espada            | 6:2                       | 94                        | 108                       | 0,870                     | 0,961                     | 8                         |                           |
| 3                         | Joey de Kok               | 4:4                       | 86                        | 100                       | 0,860                     | 1,086                     | 9                         |                           |
| 4                         | Ahmat Talha Iscan         | 4:4                       | 88                        | 107                       | 0,822                     | 1,086                     | 6                         |                           |
| 5                         | Anders Henriksen          | 0:8                       | 55                        | 95                        | 0,578                     | -                         | 4                         |                           |

| Abschlusstabelle Gruppe B | Abschlusstabelle Gruppe B | Abschlusstabelle Gruppe B | Abschlusstabelle Gruppe B | Abschlusstabelle Gruppe B | Abschlusstabelle Gruppe B | Abschlusstabelle Gruppe B | Abschlusstabelle Gruppe B | Abschlusstabelle Gruppe B |
| Platz                     | Name                      | MP                        | Pkte                      | Aufn.                     | GD                        | BED                       | HS                        |                           |
| ------------------------- | ------------------------- | ------------------------- | ------------------------- | ------------------------- | ------------------------- | ------------------------- | ------------------------- | ------------------------- |
| 1                         | Tobias Bouerdick          | 8:0                       | 100                       | 128                       | 0,781                     | 1,041                     | 10                        |                           |
| 2                         | Carlos Anguita            | 4:4                       | 85                        | 83                        | 1,024                     | 1,470                     | 5                         |                           |
| 3                         | José Miguel Soares        | 4:4                       | 75                        | 125                       | 0,600                     | 1,136                     | 4                         |                           |
| 4                         | Milan Ettel               | 2:6                       | 75                        | 128                       | 0,585                     | 0,925                     | 5                         |                           |
| 5                         | Erkan Alperen             | 2:6                       | 63                        | 108                       | 0,583                     | 1,000                     | 5                         |                           |

| Abschlusstabelle Gruppe C | Abschlusstabelle Gruppe C | Abschlusstabelle Gruppe C | Abschlusstabelle Gruppe C | Abschlusstabelle Gruppe C | Abschlusstabelle Gruppe C | Abschlusstabelle Gruppe C | Abschlusstabelle Gruppe C | Abschlusstabelle Gruppe C |
| Platz                     | Name                      | MP                        | Pkte                      | Aufn.                     | GD                        | BED                       | HS                        |                           |
| ------------------------- | ------------------------- | ------------------------- | ------------------------- | ------------------------- | ------------------------- | ------------------------- | ------------------------- | ------------------------- |
| 1                         | Tom Löwe                  | 4:2                       | 71                        | 61                        | 1,163                     | 1,785                     | 9                         |                           |
| 2                         | Patrick Butora            | 4:2                       | 59                        | 74                        | 0,797                     | 1,250                     | 5                         |                           |
| 3                         | Arda Güngör               | 2:4                       | 62                        | 64                        | 0,968                     | 1,315                     | 7                         |                           |
| 4                         | Daniel Pena               | 2:4                       | 63                        | 81                        | 0,777                     | 1,136                     | 5                         |                           |

## Endrunde
|  | Viertelfinale Spiel bis 30 Punkte | Viertelfinale Spiel bis 30 Punkte | Viertelfinale Spiel bis 30 Punkte | Viertelfinale Spiel bis 30 Punkte | Viertelfinale Spiel bis 30 Punkte | Viertelfinale Spiel bis 30 Punkte |                |                | Halbfinale Spiel bis 30 Punkte | Halbfinale Spiel bis 30 Punkte | Halbfinale Spiel bis 30 Punkte | Halbfinale Spiel bis 30 Punkte | Halbfinale Spiel bis 30 Punkte | Halbfinale Spiel bis 30 Punkte |      |      | Finale Spiel bis 30 Punkte | Finale Spiel bis 30 Punkte | Finale Spiel bis 30 Punkte | Finale Spiel bis 30 Punkte | Finale Spiel bis 30 Punkte | Finale Spiel bis 30 Punkte |
|  |                                   |                                   |                                   |                                   |                                   |                                   |                |                |                                |                                |                                |                                |                                |                                |      |      |                            |                            |                            |                            |                            |                            |
|  |                                   | MP                                | Pkt.                              | Auf.                              | ED                                | HS                                |                |                |                                |                                |                                |                                |                                |                                |      |      |                            |                            |                            |                            |                            |                            |
|  |                                   | MP                                | Pkt.                              | Auf.                              | ED                                | HS                                |                |                |                                |                                |                                |                                |                                |                                |      |      |                            |                            |                            |                            |                            |                            |
|  | Tom Löwe                          | 2                                 | 30                                | 23                                | 1,304                             | 6                                 |                |                |                                |                                |                                |                                |                                |                                |      |      |                            |                            |                            |                            |                            |                            |
|  | Tom Löwe                          | 2                                 | 30                                | 23                                | 1,304                             | 6                                 |                | MP             | Pkt.                           | Auf.                           | ED                             | HS                             |                                |                                |      |      |                            |                            |                            |                            |                            |                            |
|  | Joey de Kok                       | 0                                 | 9                                 | 23                                | 0,391                             | 2                                 |                | MP             | Pkt.                           | Auf.                           | ED                             | HS                             |                                |                                |      |      |                            |                            |                            |                            |                            |                            |
|  | Joey de Kok                       | 0                                 | 9                                 | 23                                | 0,391                             | 2                                 | Tom Löwe       | 2              | 30                             | 25                             | 1,200                          | 7                              |                                |                                |      |      |                            |                            |                            |                            |                            |                            |
|  |                                   | MP                                | Pkt.                              | Auf.                              | ED                                | HS                                | Tom Löwe       | 2              | 30                             | 25                             | 1,200                          | 7                              |                                |                                |      |      |                            |                            |                            |                            |                            |                            |
|  |                                   | MP                                | Pkt.                              | Auf.                              | ED                                | HS                                |                | Carlos Anguita | 0                              | 24                             | 25                             | 0,960                          | 5                              |                                |      |      |                            |                            |                            |                            |                            |                            |
|  | Thibaut Espada                    | 0                                 | 24                                | 32                                | 0,750                             | 5                                 |                | Carlos Anguita | 0                              | 24                             | 25                             | 0,960                          | 5                              |                                |      |      |                            |                            |                            |                            |                            |                            |
|  | Thibaut Espada                    | 0                                 | 24                                | 32                                | 0,750                             | 5                                 |                |                |                                |                                |                                |                                |                                | MP                             | Pkt. | Auf. | ED                         | HS                         |                            |                            |                            |                            |
|  | Carlos Anguita                    | 2                                 | 30                                | 32                                | 0,937                             | 5                                 |                |                |                                |                                |                                |                                |                                | MP                             | Pkt. | Auf. | ED                         | HS                         |                            |                            |                            |                            |
|  | Carlos Anguita                    | 2                                 | 30                                | 32                                | 0,937                             | 5                                 | Tom Löwe       | 0              | 21                             | 27                             | 0,771                          | 5                              |                                |                                |      |      |                            |                            |                            |                            |                            |                            |
|  |                                   | MP                                | Pkt.                              | Auf.                              | ED                                | HS                                | Tom Löwe       | 0              | 21                             | 27                             | 0,771                          | 5                              |                                |                                |      |      |                            |                            |                            |                            |                            |                            |
|  |                                   | MP                                | Pkt.                              | Auf.                              | ED                                | HS                                |                | Andrés Carrión | 2                              | 30                             | 27                             | 1,111                          | 6                              |                                |      |      |                            |                            |                            |                            |                            |                            |
|  | Tobias Bouerdick                  | 0                                 | 23                                | 32                                | 0,718                             | 4                                 |                | Andrés Carrión | 2                              | 30                             | 27                             | 1,111                          | 6                              |                                |      |      |                            |                            |                            |                            |                            |                            |
|  | Tobias Bouerdick                  | 0                                 | 23                                | 32                                | 0,718                             | 4                                 |                | MP             | Pkt.                           | Auf.                           | ED                             | HS                             |                                |                                |      |      |                            |                            |                            |                            |                            |                            |
|  | Patrick Butora                    | 2                                 | 30                                | 32                                | 0,937                             | 3                                 |                | MP             | Pkt.                           | Auf.                           | ED                             | HS                             |                                |                                |      |      |                            |                            |                            |                            |                            |                            |
|  | Patrick Butora                    | 2                                 | 30                                | 32                                | 0,937                             | 3                                 | Patrick Butora | 0              | 20                             | 28                             | 0,714                          | 6                              |                                |                                |      |      |                            |                            |                            |                            |                            |                            |
|  |                                   | MP                                | Pkt.                              | Auf.                              | ED                                | HS                                | Patrick Butora | 0              | 20                             | 28                             | 0,714                          | 6                              |                                |                                |      |      |                            |                            |                            |                            |                            |                            |
|  |                                   | MP                                | Pkt.                              | Auf.                              | ED                                | HS                                |                | Andrés Carrión | 2                              | 30                             | 28                             | 1,071                          | 3                              |                                |      |      |                            |                            |                            |                            |                            |                            |
|  | Andrés Carrión                    | 2                                 | 30                                | 22                                | 1,363                             | 6                                 |                | Andrés Carrión | 2                              | 30                             | 28                             | 1,071                          | 3                              |                                |      |      |                            |                            |                            |                            |                            |                            |
|  | Andrés Carrión                    | 2                                 | 30                                | 22                                | 1,363                             | 6                                 |                |                |                                |                                |                                |                                |                                |                                |      |      |                            |                            |                            |                            |                            |                            |
|  | Arda Güngör                       | 0                                 | 17                                | 22                                | 0,772                             | 4                                 |                |                |                                |                                |                                |                                |                                |                                |      |      |                            |                            |                            |                            |                            |                            |
|  | Arda Güngör                       | 0                                 | 17                                | 22                                | 0,772                             | 4                                 |                |                |                                |                                |                                |                                |                                |                                |      |      |                            |                            |                            |                            |                            |                            |

Quellen:

## Abschlusstabelle
| MP    | Match Points (Sieger = 2; Unentschieden = 1; Verlierer = 0) |
| Pkte. | Erzielte Karambolagen                                       |
| Aufn. | Benötigte Versuche                                          |
| GD    | Generaldurchschnitt                                         |
| BED   | Bester Einzeldurchschnitt eines Spielers                    |
| HS    | Höchstserie                                                 |
|       | Bester GD des Turniers                                      |
|       | Bester ED des Turniers                                      |
|       | Beste HS des Turniers                                       |
|       | 1. Platz (Gold)                                             |
|       | 2. Platz (Silber)                                           |
|       | 3. Platz (Bronze)                                           |

| Endklassement   | Endklassement              | Endklassement      | Endklassement | Endklassement | Endklassement | Endklassement | Endklassement | Endklassement |
| Phase           | Platz                      | Name               | MP            | Pkt.          | Aufn.         | GD            | BED           | HS            |
| --------------- | -------------------------- | ------------------ | ------------- | ------------- | ------------- | ------------- | ------------- | ------------- |
| Finale          | 1                          | Andrés Carrión     | 12:2          | 188           | 179           | 1,050         | 1,363         | 6             |
| Finale          | 2                          | Tom Löwe           | 8:4           | 152           | 136           | 1,117         | 1,785         | 9             |
| Halb- finale    | 3                          | Patrick Butora     | 6:4           | 109           | 134           | 0,813         | 1,250         | 6             |
| Halb- finale    | 3                          | Carlos Anguita     | 6:6           | 139           | 140           | 0,992         | 1,470         | 5             |
| Viertel- finale | 5                          | Tobias Bouerdick   | 8:2           | 123           | 160           | 0,768         | 1,041         | 10            |
| Viertel- finale | 6                          | Thibaut Espada     | 6:4           | 118           | 140           | 0,842         | 0,961         | 8             |
| Viertel- finale | 7                          | Joey de Kok        | 4:6           | 95            | 123           | 0,772         | 1,086         | 9             |
| Viertel- finale | 8                          | Arda Güngör        | 2:6           | 79            | 86            | 0,918         | 1,315         | 7             |
| Gruppen- phase  | 9                          | José Miguel Soares | 4:4           | 75            | 125           | 0,600         | 1,136         | 4             |
| Gruppen- phase  | 10                         | Ahmat Talha Iscan  | 4:4           | 88            | 107           | 0,822         | 1,086         | 6             |
| Gruppen- phase  | 11                         | Daniel Pena        | 2:4           | 63            | 81            | 0,777         | 1,136         | 5             |
| Gruppen- phase  | 12                         | Milan Ettel        | 2:6           | 75            | 128           | 0,585         | 0,925         | 5             |
| Gruppen- phase  | 13                         | Erkan Alperen      | 2:6           | 63            | 108           | 0,583         | 1,000         | 5             |
| Gruppen- phase  | 14                         | Anders Henriksen   | 0:8           | 55            | 95            | 0,578         | -             | 4             |
| Gruppen- phase  | Turnierdurchschnitt: 0,816 |                    |               |               |               |               |               |               |